# منصورآباد (بستان‌آباد)
منصورآباد یکی از روستاهای استان آذربایجان شرقی است که در دهستان سهندآباد بخش تیکمه‌داش شهرستان بستان‌آباد واقع شده‌است.این روستا ۱۳۰ نفر جمعیت دارد.